# Peanuts
Peanuts (no Brasil também conhecido como Minduim) é uma tira de jornal escrita e desenhada pelo cartunista norte-americano Charles Schulz que foi publicada de 2 de outubro de 1950 a 12 de fevereiro de 2000. A turma desenhada foi uma das mais populares e influentes da história da mídia. No seu ápice, Peanuts aparecia em mais de 2600 jornais, com um número de leitores estimado em 355 milhões em 75 países, e foi traduzido para 40 línguas. Peanuts ajudou a tornar as tiras a quatro quadrinhos um padrão nos Estados Unidos. Reproduções das tiras ainda são publicadas em diversos jornais do mundo.

## História
Em 1947, Charles Schulz vendeu uma tira chamada Lil' Folks para um jornal de sua cidade natal, o St. Paul Pioneer Press. Lil' Folks foi publicado semanalmente por dois anos. Porém, quando Schulz pediu para que a tira fosse diária, acabou sendo despedido.
Em 1948, Schulz vendeu um painel de tira cômica para o Saturday Evening Post e continuou a vendê-los entre 1948 e 1950.
Em 1950, Schulz foi para Nova Iorque com muitos projetos de desenhos para uma reunião que foi muito importante em sua carreira. Ele foi a uma reunião da United Feature Syndicate. E então, no dia 2 de outubro de 1950, Peanuts, nome de que no começo Schulz não gostou, fez sua estréia em sete jornais dos Estados Unidos e logo transformou-se em um grande sucesso. 
O sucesso das tiras nos jornais foi tão grande que em 1965 transformaram-se em desenho animado, com o especial de TV A Charlie Brown Christmas (O Natal de Charlie Brown),  produzidos por Lee Mendelson e dirigidos por Bill Meléndez. A popularidade tornou-se maior ainda, levando à criação de vários produtos com o tema Peanuts, desde cadernos e camisetas a pastas de dente. Peanuts teve também quatro longas-metragens e diversos outros especiais e séries animadas na televisão.
Em seus últimos anos, Schulz sofreu de Mal de Parkinson. Como resultado, é possível observar no traço de suas últimas tiras o tremor de sua mão. Ele admitiu que algumas vezes os tremores eram tão desagradáveis que, enquanto trabalhava, precisava segurar com uma mão no canto de sua mesa para que tivesse firmeza. Devido aos problemas de saúde, Schulz anunciou, em dezembro de 1999, sua despedida dos jornais. Um mês após a publicação de sua última tira, em 3 de janeiro de 2000, Charles Monroe Schulz faleceu em Santa Rosa, EUA, no dia 12 de fevereiro de 2000, aos 77 anos de idade. 
No final de sua vida, consciente de que seus personagens sobreviveriam ao autor, Schulz pediu para que sua obra permanecesse o mais autêntica possível e que suas tiras não fossem, como de costume, continuadas por outro desenhista, pedido que foi respeitado por sua família. As tiras publicadas pelo United Feature Syndicate após a sua morte são, na verdade, tiras originais já anteriormente publicadas, apenas com a data alterada e, mais recentemente, coloridas.
Em 2006 foi produzido um último longa-metragem com a Turma do Charlie Brown. Chama-se He's a Bully, Charlie Brown e foi originalmente idealizado por Charles Schulz e contava, entre os dubladores, com o ator Taylor Lautner, então criança. Foi o último filme que a equipe de Bill Melendez realizou com os personagens, sendo Melendez responsável pelas vozes de Snoopy e Woodstock. Bill faleceu em 2008.
Em 2011, foi lançado o especial para a televisão Happiness Is a Warm Blanket, Charlie Brown, roteirizado por Stephan Pastis (autor da tira Pearls Before Swine) e Craig Schulz (filho de Charles). Em 2014, é lançada uma série curtas produzida pela pelo estúdio Normaal Animation e a France Televisions Distribution. Em novembro de 2015, foi lançado o longa-metragem 3D The Peanuts Movie, produzido pela Blue Sky Studios.

## Personagens

### Personagens principais
- Charlie Brown: Um garoto azarado e melancólico. No Brasil, tem o apelido de "Minduim".
- Snoopy: O beagle de estimação de Charlie Brown. Apesar de ser um cachorro, datilografa histórias, e até joga no time de beisebol. Entre as identidades que assume em suas obras estão Joe Cool e um aviador combatendo o Barão Vermelho.
- Linus van Pelt: O melhor amigo de Charlie Brown, vive andando com um "cobertor de segurança".
- Lucy: A mal-humorada irmã mais velha de Linus. Gosta de maltratar Charlie Brown, em especial ao jogar futebol americano.
- Schroeder: Um garoto pianista fã de música clássica, objeto de afeição de Lucy.
- Patty Pimentinha (nascida Patricia Reichardt[4]): Uma garota esportista e ingênua.
- Marcie: A amiga estudiosa de Patty, a quem chama de "Senhora" ou "Meu".
- Chiqueirinho (Pigpen em Portugal): Um garoto sempre sujo.
- Sally Brown: A irmã mais nova de Charlie Brown, que tem uma queda por Linus e uma propensão a dizer frases estúpidas.
- Franklin Armstrong: Um garoto que gosta de esportes.
- Woodstock: Um pássaro que é o melhor amigo de Snoopy.

### Personagens secundários
- Shermy: Protagonista da primeira tirinha, posteriormente perdeu proeminência.
- Frieda: Uma garota vaidosa de cabelo cacheado.
- Violet Gray e Patty Kieffer: Duas garotas esnobes e populares. Patty também aparece na primeira tirinha.
- Rerun: O irmão mais novo de Lucy e Linus.
- Peggy Jean: A namorada de Charlie Brown na década de 1990.
- Eudora: Uma amiga de Sally que veste uma boina.
- Ruivinha: A garota por quem Charlie Brown tem uma paixão não correspondida. Nunca exibida na tirinha, aparece fisicamente nas animações.
- Irmãos de Snoopy: Snoopy tem sete irmãos, que se espalharam pelo mundo. Na tirinha apareceram Spike (um bigodudo que vive no deserto da Califórnia), Andy (de pelo bagunçado, vive em uma fazenda), Olaf (um gordinho que vive com Andy na fazenda), Marbles (um corredor malhado), e a irmã Belle (que vive em Kansas City, Missouri com um filho). Um especial de TV revela os dois remanescentes, Molly e Rover.

## Especiais de TV
1. Charlie Brown Christmas
2. Charlie Brown's All-Stars
3. It's the Great Pumpkin, Charlie Brown
4. You're In Love, Charlie Brown
5. He's Your Dog, Charlie Brown
6. It Was a Short Summer, Charlie Brown
7. Play it Again, Charlie Brown
8. You're Not Elected, Charlie Brown
9. There's No Time for Love, Charlie Brown
10. A Charlie Brown Thanksgiving
11. It's a Mystery, Charlie Brown
12. It's the Easter Beagle, Charlie Brown
13. Be My Valentine, Charlie Brown
14. You're a Good Sport, Charlie Brown
15. It's Arbor Day, Charlie Brown
16. It's Your First Kiss, Charlie Brown
17. What a Nightmare, Charlie Brown
18. You're the Greatest, Charlie Brown
19. She's a Good Skate, Charlie Brown
20. Life is a Circus, Charlie Brown
21. It's Magic, Charlie Brown
22. Someday You'll Find Her, Charlie Brown
23. A Charlie Brown Celebration
24. Is This Goodbye, Charlie Brown?
25. It's an Adventure, Charlie Brown
26. What Have We Learned, Charlie Brown?
27. It's Flashbeagle, Charlie Brown
28. Snoopy's Getting Married, Charlie Brown
29. You're A Good Man, Charlie Brown
30. Happy New Year, Charlie Brown
31. Snoopy: The Musical
32. It's the Girl in the Red Truck, Charlie Brown
33. Why, Charlie Brown, Why?
34. Snoopy's Reunion
35. It's Spring Training, Charlie Brown
36. It's Christmastime Again, Charlie Brown
37. You're In the Superbowl, Charlie Brown
38. A Charlie Brown Valentine
39. Charlie Brown's Christmas Tales
40. Lucy Must Be Traded, Charlie Brown
41. I Want a Dog For Christmas, Charlie Brown
42. He's a Bully, Charlie Brown
43. Happiness is a Warm Blanket,Charlie Brown
44. Snoopy presents: For Auld Lang Syne
45. Snoopy presents:It's The Small Things,Charlie Brown
46. Snoopy presents:For Mom (And Dad) With love
47. Snoopy presents:Lucy's school
48. Snoopy presents: One-a-kind-Marcie

## Jogos
- Snoopy
- Snoopy Tennis